# Helicops yacu
Helicops yacu är en ormart som beskrevs av Rossman och Dixon 1975. Helicops yacu ingår i släktet Helicops och familjen snokar. Inga underarter finns listade i Catalogue of Life.
Arten dokumenterades i östra delen av regionen Loreto i nordöstra Peru samt i delstaten Acre i nordvästra Brasilien. Berättelser om fynd i Amacayacú nationalpark i sydvästra Colombia behöver bekräftelse. Denna orm lever i träskmarker och vid vattendrag i skogar. Honor lägger inga ägg utan föder levande ungar.
För beståndet är inga hot kända. IUCN listar Helicops yacu som livskraftig (LC).